# Бург-Штаргард
Бург-Штаргард (нім. Burg Stargard) — місто в Німеччині, розташоване в землі Мекленбург-Передня Померанія. Входить до складу району Мекленбургіше-Зенплатте. Складова частина об'єднання громад Штаргардер-Ланд.
Площа — 76,55 км2. Населення становить 5359 ос. (станом на 31 грудня 2020).

## Галерея

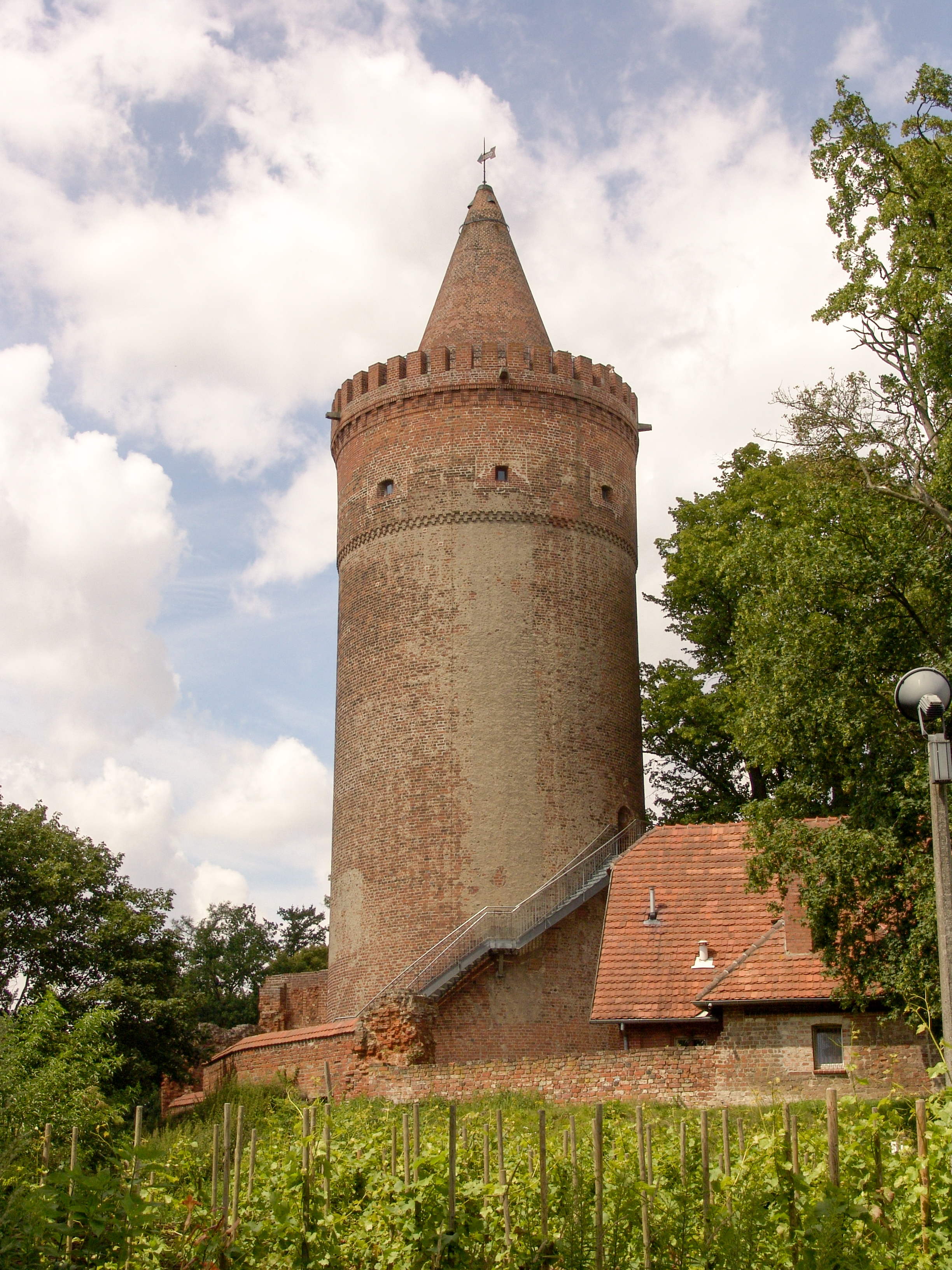
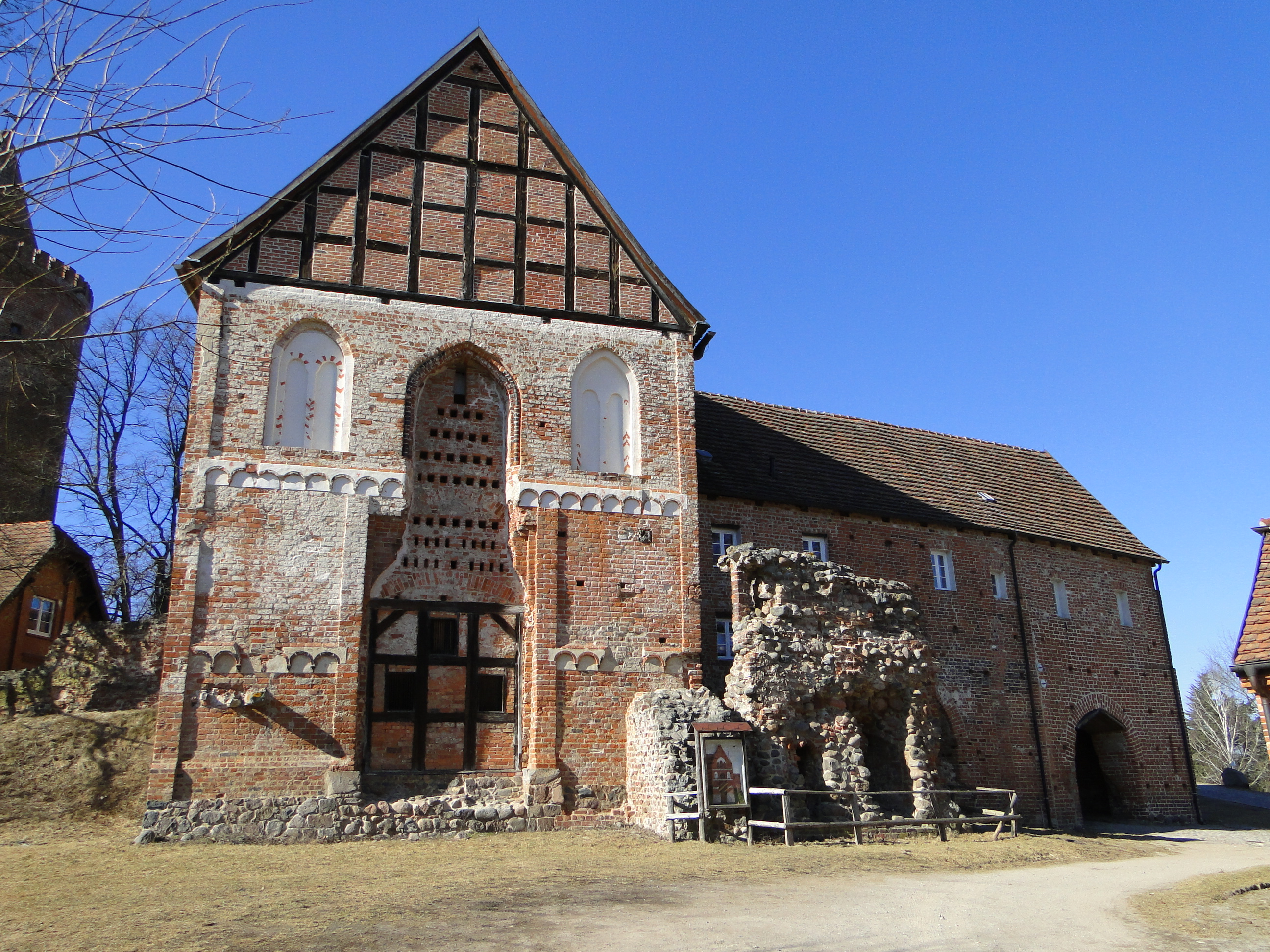
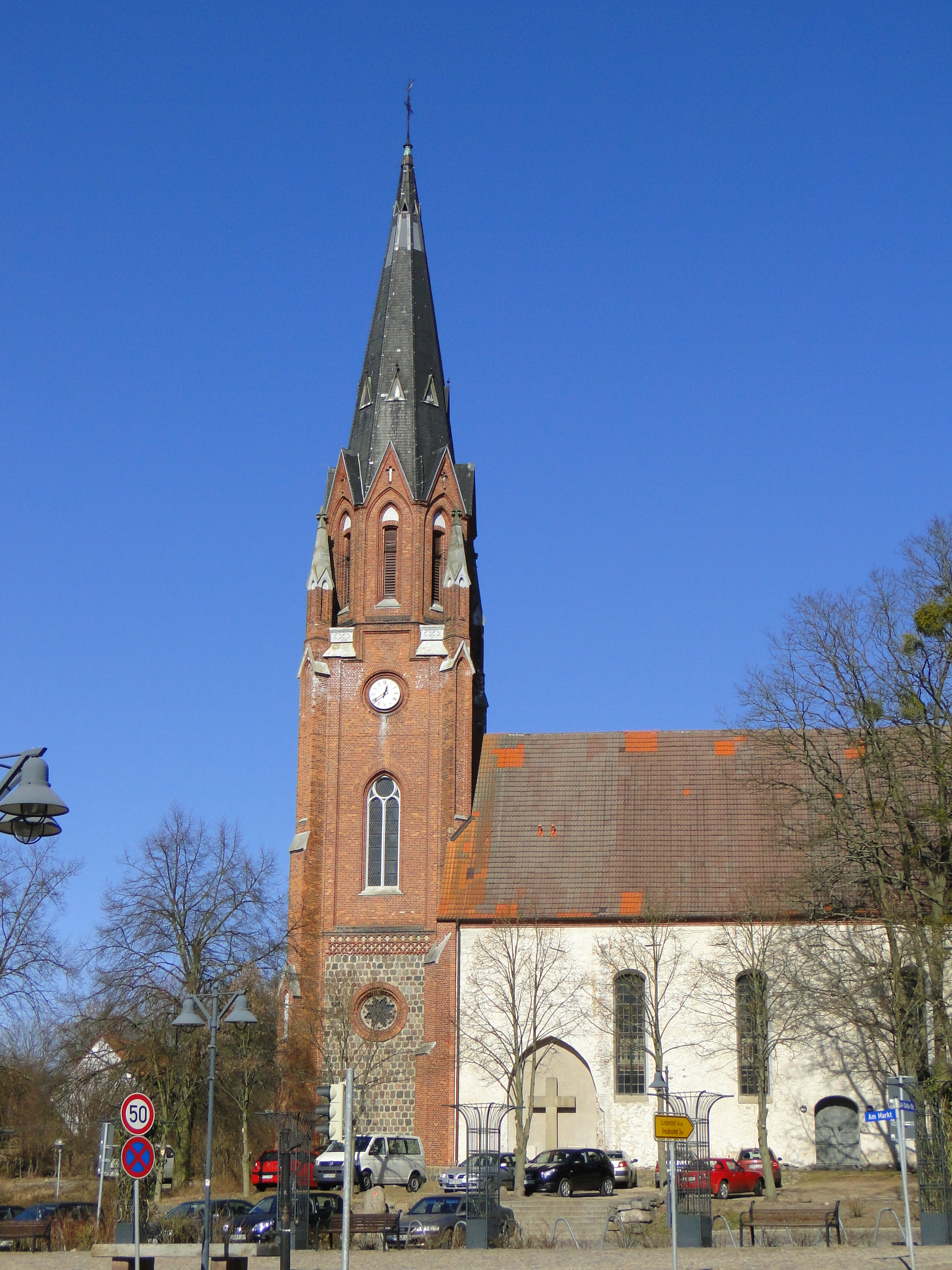
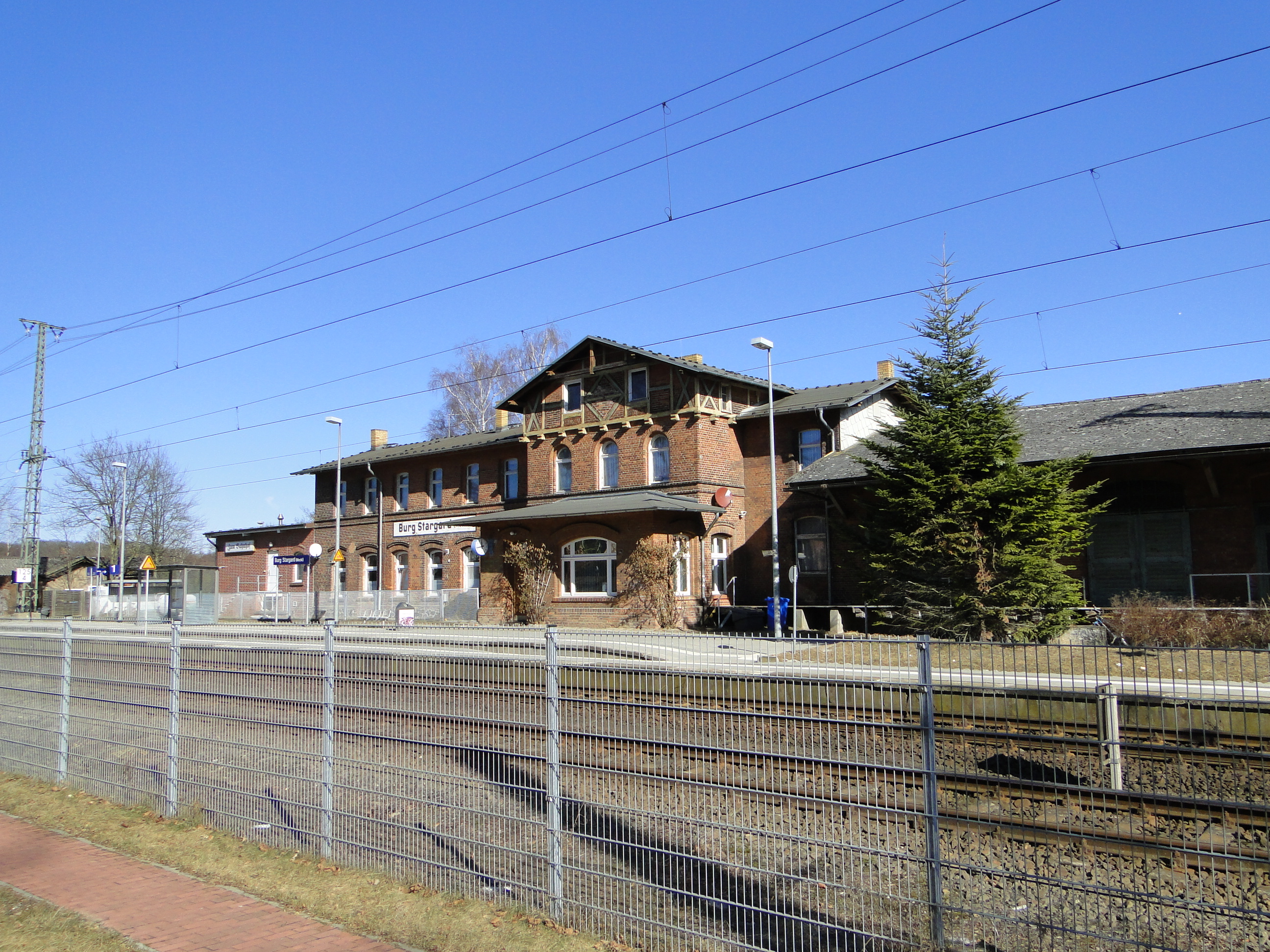